# Falscher Dmitri

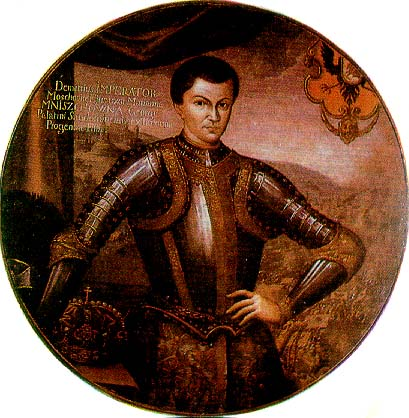
Demetrius, Zar und Grossfürst von Russland

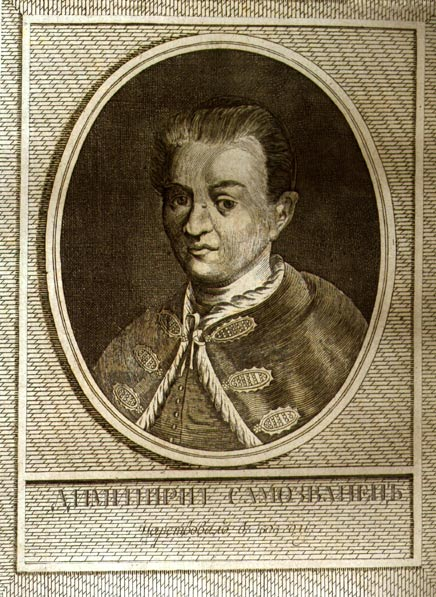

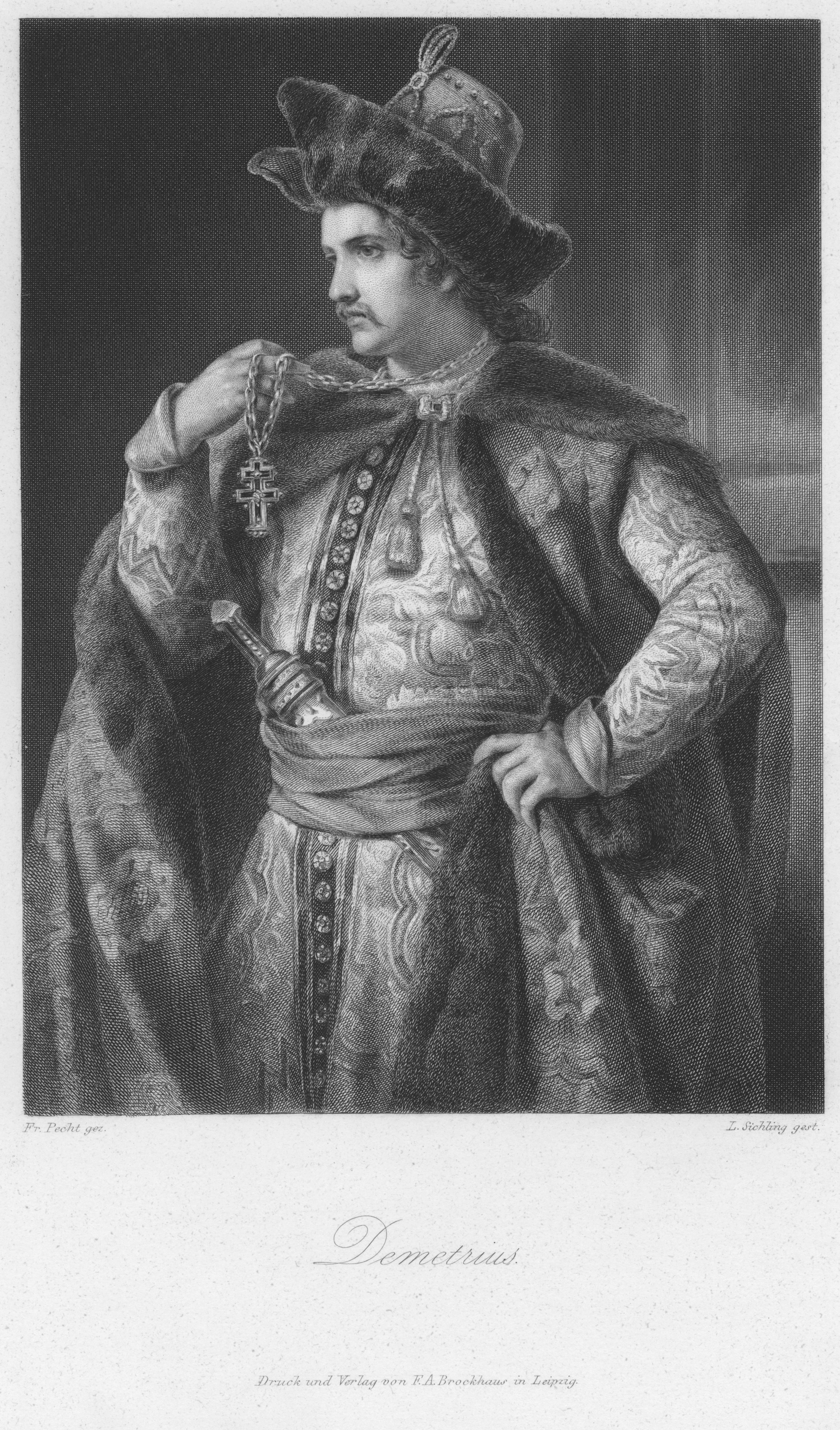
Demetrius aus der Schiller-Galerie;
Stahlstich von Sichling nach Pecht, um 1859

Der falsche Dmitri (russisch Лжедмитрий I., eigentlich Juri Otrepjew, als Mönch Grigori Otrepjew, russisch Юрий bzw. Григорий Отрепьев, deutsch veraltet Pseudo-Dimitri oder Pseudo-Demetrius; * um 1580; † 17. Maijul. / 27. Mai 1606greg.) war 1605/06 als Dimitri I. für kurze Zeit russischer Zar. Seine Regierungszeit fällt in die „Zeit der Wirren“.

## Leben
Die Otrepjew hießen ursprünglich Nelidov. Sie gehörten zum litauischen Kleinadel und siedelten sich im 15. Jahrhundert in Russland an, um den Herrschern in Moskau zu dienen. Iwan III. gab ihnen 1497 den Namen Otrepjew (zerlumpt, redselig), was ihr offizieller Name wurde. Zwei Linien der Familie Otrepiev hatten sich in Uglitsch niedergelassen, eine dritte in Galitsch, einer Stadt in der Nähe. Nach der Verbannung des Zarewitsch und seiner Mutter nach Uglitsch waren die dortigen Otrepjews wie alle Bojaren vor Ort in den Dienst der verbannten Maria Nagaja und ihres Sohnes Dimitri getreten, nach dem Mord wieder in den Staatsdienst.
In der Genealogie der Familie erscheinen zwei Bogdans, einer in Uglitsch, der andere in Galitsch. Grigorij Otrepjew war nach den akribischen Forschungen von Catherine Durand-Cheynets der Sohn des Bogdan Otrepjew aus Galitsch. Er war zehn Jahre älter als der Zarewitsch, sehr begabt, verließ das Elternhaus und kam wahrscheinlich 1594 in den Dienst der Romanows in Moskau, wo er sehr gute Beziehungen pflegte und ein Leben in adligen Kreisen führte. Er musste untertauchen (vermutlich im Zusammenhang mit den Umsturzplänen der Romanows) und wurde der Mönch Grisch(k)a, zunächst in mehreren Klöstern außerhalb Moskaus, dann im Tschudow-Kloster, mitten in Moskau.1596-7 kam er in den Dienst des Patriarchen Iow, der ihn zu seinem persönlichen Sekretär ernannte. Dort beobachtete er die Machtverhältnisse und die Unzufriedenheit in den höheren Dienstgraden sehr genau, nahm an den Versammlungen der Duma teil und verstand es, sich als sehr guter Schüler die Protektion seiner Vorgesetzten zu sichern. Durch seine familiären u. a. Beziehungen wusste er, dass der Sohn Iwans des Schrecklichen in Wirklichkeit dem von Boris Godunow geplanten Mordanschlag entgangen war und, wie Otrepjew selbst, 1597 im Tschudow Kloster war. In weiten Teilen der Bevölkerung, des Klerus und am Hofe, war die Hoffnung auf den Zarewitsch oder die Furcht vor der Richtigkeit dieser Erzählung sehr verbreitet. Grischa floh 1598 mit Demetrius, der als Mönch den Namen Leonid trug, nach Litauen. Das Ziel war zunächst das Kiewer Höhlenkloster und für Demetrius der Kontakt zum polnisch-litauischen Adel. Grischa machte sich dann auf den Weg zu den Kosaken und gewann sie für den Eroberungszug des Demetrius.
Dieser offenbarte sich auf dem Landsitz des polnisch-litauischen Fürsten Adam Wisniowiecki als Dmitri Iwanowitsch. Seine Gegner behaupteten, er heiße in Wirklichkeit Grigori Otrepjew und sei ein Mönch aus dem Kloster Tschudow. Dimitris Geschichte fand jedoch Glauben und sein Anspruch auf den russischen Thron wurde von polnischen Magnaten und katholischen Prälaten, wie beispielsweise dem päpstlichen Nuntius in Krakau, Claudio Rangoni, unterstützt. Nachdem er heimlich zum Katholizismus übergetreten war, verlobte er sich 1604 mit Marina Mniszech, Tochter des Jerzy Mniszech, des Wojewoden von Sandomierz. Ihrer Familie versprach er dafür Pskow, Nowgorod, Smolensk und Nowhorod-Siwerskyj. Im März 1604 war er von Sigismund III. in einer nichtöffentlichen Audienz empfangen worden, dieser entschied sich, Dimitri ohne die formelle Zustimmung des Sejm politisch, aber nicht militärisch, zu unterstützen. Magnaten, die sich Dimitris Feldzug anschließen würden, sollte freie Hand gelassen werden. Im Gegenzug erhoben der Monarch, ebenso wie die katholische Kirche, zahlreiche Forderungen für den Erfolgsfall, die eine einseitige Vorteilnahme zugunsten der Polen bedeutet hätten.
Dimitri gewann rasch zahlreiche Anhänger unter den Boris Godunow feindlich gegenüberstehenden Bojarenfamilien. Deren Anführer Wassili Schuiski, der 1591 in Boris Godunows Auftrag den Tod des kleinen Zarewitschs untersucht, ihn als Unfall erklärt hatte, im Laufe der Jahre jedoch sieben Mal seine Meinung änderte, bestätigte die Identität des Thronprätendenten mit dem angeblich Ermordeten. Unterstützt von polnisch-litauischen Truppen und im geheimen Einvernehmen mit dem polnischen König Sigismund III. zog er im Oktober 1604 nach Russland, um seinen Anspruch durchzusetzen. Seine Truppen eroberten mehrere Orte, doch nach einer verlorenen Schlacht rettete Dimitri nur die Nachricht von Boris Godunows plötzlichem Tod vor der Auflösung seines Heeres. In der Zwischenzeit war es zudem mit einigen tausend Kosaken verstärkt worden. In Tula bezog Dimitri nun mit seinen Truppen Quartier und wartete die Entwicklung in Moskau ab. Die russischen Truppen gingen im Mai 1605 zu Dimitri über und Moskowiter Bojaren verhafteten Godunows 16-jährigen Sohn und Erben Fjodor und dessen Mutter und Schwester. Am 20. Juni 1605 wurden Fjodor und seine Mutter ermordet. Am folgenden Tag zog Dimitri in Moskau ein und wurde am 21. Juli 1605 zum Zaren gekrönt.
Als erstes besuchte Dimitri das Grab seines Vaters und das Kloster, in dem dessen Witwe lebte. Maria Feodorowna Nagaja erkannte ihn als ihren Sohn an. Von Godunow verbannte Adlige durften nach Moskau zurückkehren, der Moskauer Patriarch wurde abgelöst. Als Herrscher war er bestrebt, eine nach innen und außen selbstständige Politik zu führen. Seine Regierung versuchte sich zunächst beim Kleinadel beliebt zu machen, indem konfiszierter klösterlicher Grundbesitz an die Familien abgetreten wurde. Dimitri sicherte den Bauern, deren Leibeigenschaft Godunow verschärft hatte, um die Gunst des Adels zu gewinnen, zehn Jahre Steuerfreiheit und geringere Fronbelastung zu. Er galt als kritischer und volksnaher Zar, der einige Reformen Peters des Großen vorwegnahm. Sein Versuch, lediglich auf das einfache Volk gestützt zu regieren, scheiterte jedoch, da er dadurch jegliche Unterstützung der russischen Aristokratie verlor. Zudem erwiesen sich seine sozialen Verbesserungen als kurzlebig, die überwiegende Mehrheit der Kosaken, denen er zahlreiche „Freiheiten“ versprochen hatte, ging leer aus und entlaufene Leibeigene wurden erneut an ihre Herren ausgeliefert, wenn ihre Flucht nicht bereits mehr als fünf Jahre zurücklag. Auch die polnischen Verbündeten drängten immer ungeduldiger auf die Erlangung der versprochenen Vorrechte. Zudem hätte nun Dimitri vertragsgemäß ein Heer für den polnisch-litauischen Angriff auf Livland aussenden und den nachträglich noch erhöhten Gebietsabtretungen zustimmen müssen, was das sofortige Ende seiner Herrschaft bedeutet hätte.
Im Herbst 1605 heiratete Dimitri durch Stellvertretung (per procurationem) seines Sekretärs Afanassi Wlassew, nach katholischem Ritus, in Krakau seine Verlobte Marina Mniszech. Mit ihrem Vater und einem polnischen Heer zog diese Anfang Mai 1606 in Moskau ein. Dort wurde am 8. Mai 1606 eine zweite russisch-orthodoxe Hochzeit abgehalten, die unpassenderweise mit einem orthodoxen Feiertag am 9. Mai zusammenfiel. Die polnischen Soldaten, die mehrtägige Hochzeit, bei der die Brautleute polnische Kleider trugen, und die Förderung ausländischer Kaufleute schürten Ängste in der russisch-orthodoxen Bevölkerung. Maskenbälle und Feuerwerk einerseits, aufkommende Zweifel am orthodoxen Glauben der Braut andererseits, irritierten breite Bevölkerungsschichten. Gerüchte machten die Runde, dass Dimitris katholische und lutherische Soldaten ein Massaker in Moskau planten. Bei einer durch den Fürsten Wassili Iwanowitsch Schuiski und seine Brüder angezettelten Revolte wurde er am 17. Mai 1606 bei einem Fluchtversuch durch Kugelfeuer tödlich verletzt. Seine Leiche wurde auf dem Roten Platz ausgestellt und danach verbrannt, die Asche mit einer Kanone in Richtung Westen geschossen. Die Zahl der ermordeten Anhänger Dimitris wird auf 500 geschätzt. Dimitris Frau, deren Vater und zahlreiche weitere Polen wurden in Jaroslawl interniert, Dimitris Soldaten in verschiedene Städte deportiert. Ebenso wurde der von Dimitri eingesetzte Patriarch Ignati in ein Kloster eingewiesen.
Grischa Otrepjew wäre bei seiner Bekanntheit in Moskau von Adligen und Amtsträgern der Kirche sofort erkannt und niemals als Zar anerkannt worden. Von ihm ist lediglich überliefert, dass er 1606 von Dimitrij wegen ständiger Trunksucht verbannt worden sei.
Sein Nachfolger wurde Wassili Schuiski als Wassili IV. Die Bauern und Kosaken unter Iwan Issajewitsch Bolotnikow kämpften noch bis 1608 für Dimitri und seine Reformen.
- Nach Dimitris Ermordung gab es mindestens zwei Personen, die vorgaben, Dimitri Iwanowitsch zu sein. Politischen Einfluss erlangte dabei der zweite falsche Dimitri (Pseudodimitri II.) († 11. Dezember 1610 in Kaluga), der sich als geretteter Pseudodimitri I. ausgab und auch von Marina Mniszech als solcher anerkannt wurde. Auch den dritten falschen Dimitri, der einige Monate nach der Hinrichtung des zweiten auftrat, akzeptierte sie als ihren Ehemann. Selbst nach dessen Hinrichtung 1612 versuchte sie weiter, ihren Anfang 1611 geborenen Sohn Iwan (von Pseudodimitri II.) auf den Zarenthron zu bringen. Dieser Versuch endete 1614 mit der öffentlichen Hinrichtung des Dreijährigen. Marina Mniszech starb im Gefängnis.
- Literarische Adaptionen

In dem Drama Boris Godunow von Puschkin, wie auch in der darauf basierenden gleichnamigen Oper von Mussorgski, werden die Geschehnisse um Dimitri I. verarbeitet. Ebenso behandeln Friedrich Schiller (siehe Demetrius (Schiller)) und Friedrich Hebbel das Thema in ihren unvollendet gebliebenen Dramen Demetrius. Die Frage nach dem rechtmäßigen (wirklichen) Dmitri beschäftigt weiterhin Historiker in allen Ländern.